# Marina, punta (udde i Antarktis, lat -65,25, long -64,26)
Marina, punta är en udde i Antarktis. Den ligger i Västantarktis. Argentina, Chile och Storbritannien gör anspråk på området.
Terrängen inåt land är platt åt nordväst, men åt sydost är den kuperad. Trakten är glest befolkad. Närmaste befolkade plats är Vernadsky Station, 0,13 kilometer nordost om Marina, punta. 